# پانوس کامنوس
پانوس کامنوس (یونانی: Πάνος Καμμένος؛ زادهٔ ۱۲ مهٔ ۱۹۶۵) یک سیاست‌مدار اهل یونان و وزیر دفاع کنونی این کشور است.